# Maturitätsschule für Erwachsene Luzern
Die Maturitätsschule für Erwachsene (MSE) ist eine vom Kanton Luzern getragene Maturitätsschule für Erwachsene.

## Geschichte
- Die Maturitätsschule für Erwachsene wurde im Jahr 1990 in Luzern gegründet.
- 1993 absolvierten die ersten Studierenden die hauseigene, eidgenössisch anerkannte Maturitätsprüfung.
- Im Jahr 1997 erfolgte die Integration der MSE als selbstständige Abteilung mit einer eigenen Schulleitung in die Kantonsschule Reussbühl.
- 2001 wurde die MSE im Gesetz über die Gymnasialbildung fest verankert.
- Seit 2004 führt die MSE den Passerellen-Lehrgang mit hausinternen Ergänzungsprüfungen.
- Bis 2009 haben 563 Maturae und Maturi und 138 Absolventen der Passerellen-Ergänzungsprüfung die MSE erfolgreich verlassen.
- 2010 durfte die MSE ihr 20-jähriges Jubiläum feiern.
- 2015 feierte die MSE Luzern mit Festvorlesungen und einem Festball das 25-jährige Jubiläum.

## Portrait
Die MSE ist eine öffentliche Schule des zweiten Bildungsweges. An der MSE erwerben Erwachsene entweder berufsbegleitend über den gymnasialen Lehrgang oder die Passerelle (von der Berufsmatura zur universitären Hochschule) die Voraussetzungen für ein Hochschulstudium. Träger ist der Kanton Luzern, der zusammen mit den Konkordatskantonen der Zentralschweiz auch den grösseren Teil des Schulgeldes übernimmt. Mit knapp 200 Studierenden ist die MSE eine kleine und gut überschaubare Schule.
Das Ziel im gymnasialen Lehrgang ist eine breite Allgemeinbildung mit soliden fachlichen Grundlagen. Im Passerellen-Lehrgang wird auf dem Berufsmatura-Wissen aufgebaut und die Studierenden zur Hochschulreife geführt. Die MSE bietet Erwachsenen nach ihrer beruflich-praktischen eine vermehrt wissenschaftlich-theoretisch orientierte Ausbildung an. Das Lernen soll der Horizonterweiterung, der Entfaltung individueller Begabungen und der Persönlichkeitsentwicklung dienen. Als Schule des zweiten Bildungsweges leistet die MSE einen Beitrag zur Förderung der Chancengleichheit. Die Schule will Personen unterschiedlichen Alters und aus verschiedensten Berufsbereichen gymnasiale Bildung resp. die Hochschulreife zu einer ihnen passenden Zeit ermöglichen.

## Organisation
Die MSE bildet eine selbstständige Abteilung der Kantonsschule Reussbühl mit einer eigenen Schulleitung, einer eigenen Schulkommission und einem eigenen Sekretariat.

## Ausbildungsangebote
Die MSE bietet zwei Wege zur Hochschulreife: Den gymnasialen Lehrgang, bei dem die Maturität, nach Bestehen eines Vorkurses, in sechs Semestern erworben werden kann, und den Passerellen-Lehrgang, der nur Personen mit Berufsmatura offensteht. Im Passerellen-Lehrgang werden die Ausbildungsziele nach einem Jahr erreicht und die Studierenden können nach den erfolgreich bestandenen Ergänzungsprüfungen die Zulassung zu den universitären Hochschulen in der Schweiz erlangen.

### Gymnasiale Ausbildung
Die Ausbildung bis zur gymnasialen Maturität dauert 3½ Jahre. In einem Vorkurs von 16 Wochen werden die Fächer Deutsch, Französisch, Mathematik, Geographie, Geschichte, Biologie und Chemie unterrichtet. Der Vorkurs dient der Schaffung eines einheitlichen Leistungsniveaus und der Selektionierung. Er bietet den Studierenden die Möglichkeit, die MSE kennenzulernen und die Vereinbarkeit von Privatleben, Beruf und Schule zu überprüfen.
Die gymnasiale Maturitätsausbildung basiert auf dem eidgenössischen Maturitätsreglement (MAR), sie umfasst Grundlagen-, Schwerpunkt- und Ergänzungsfächer. Wirtschaft und Recht ist ein obligatorisches Fach, das im 1. und 2. Semester belegt werden muss und für die Jahrespromotion des 2. Schuljahres relevant ist. Diese Note wird im Maturitätszeugnis aufgeführt, hat aber keine Bestehensrelevanz.
Grundlagenfächer:
- Deutsch
- Französisch
- Englisch
- Mathematik
- Philosophie
- Naturwissenschaften: Biologie, Chemie, Physik
- Geistes- und Sozialwissenschaften: Geschichte, Geographie
- Bildnerisches Gestalten oder Musik
- Maturaarbeit: Alle Studierenden müssen während des Studiums eine Maturaarbeit schreiben. Die Maturaarbeit führt zu einer Maturitätsnote.
- Einführung in Wirtschaft und Recht

Schwerpunktfächer:
- Latein
- Physik und Anwendungen der Mathematik
- Italienisch
- Wirtschaft und Recht

Ergänzungsfächer:
- Biologie/Chemie
- Geographie
- Geschichte
- Psychologie und Pädagogik

### Passerelle
Im Passerellen-Lehrgang wird die Verordnung des Bundesrates über die Anerkennung von Berufsmaturitätsausweisen für die Zulassung zu den universitären Hochschulen vom 19. Dezember 2003 umgesetzt. Mit der erfolgreich bestandenen Ergänzungsprüfung nach dem Passerellen-Lehrgang kann ein Studium an einer universitären Hochschule der Schweiz begonnen werden.
Der Ergänzungsprüfung entsprechend ist der Passerellen-Lehrgang in fünf Fachbereiche und ein Teil dieser Fachbereiche weiter in Module eingeteilt. Ein Modul ist eine thematisch und organisatorisch in sich geschlossene Unterrichtseinheit.
Die „Verordnung über die Anerkennung von Berufsmaturitätsausweisen für die Zulassung zu den universitären Hochschulen“ schreibt die folgenden Fachbereiche vor:
- Deutsch
- Englisch oder Französisch
- Mathematik
- Naturwissenschaften: Biologie, Chemie, Physik
- Geistes- und Sozialwissenschaften: Geographie, Geschichte

## Unterrichtsmethode
Da die Ausbildungszeit im gymnasialen Lehrgang deutlich kürzer ist als beim ersten Bildungsweg, wird von den Studierenden ein hohes Mass an Selbstverantwortung und Einsatzbereitschaft gefordert. Der Passerellen-Lehrgang, der ein Jahr dauert, stellt diesbezüglich an die Studierenden noch höhere Anforderungen. Das Hauptgewicht in beiden Lehrgängen liegt beim Selbststudium, das die Grundlage für den Unterricht bildet und ein individuelles Arbeiten ermöglicht. Ort, Zeit, Dauer und Intensität des Lernens können den individuellen Voraussetzungen und Bedürfnissen angepasst werden. Als Studienunterlagen werden in erster Linie die speziell für das Selbststudium konzipierten Lehrmittel der AKAD/Compendio Bildungsmedien eingesetzt.
Das Gelernte ist die Grundlage für den Direktunterricht und für die regelmässigen Hausarbeiten, die von den Lehrpersonen besprochen oder korrigiert werden. Der Direktunterricht hat zum Ziel, Gelerntes zu klären, zu vertiefen und periodisch zu prüfen; er ermöglicht ein flexibles und rasches Eingehen auf Fragen und schafft aktuelle Bezüge. Hier entwickelt sich ein Lernprozess zwischen Lehrpersonen und Mitstudierenden. Im Klassenverband treffen weit gefächerte Kompetenz- und Erfahrungsbereiche aufeinander, die eine Bereicherung für Lehrende und Lernende bilden. Klassenkolleginnen und -kollegen können einander oft eine wertvolle Stütze sein. Die im gymnasialen Lehrgang eingesetzten Beurteilungsformen enthalten Elemente der Selbst- und der Fremdbeurteilung. Neben dem Selbststudium und dem Direktunterricht sollte eine berufliche Tätigkeit in reduziertem Umfang möglich sein.
Im Passerellen-Lehrgang wird auch im Verbundsystem gearbeitet. Lernkontrollen geben Auskunft über den Leistungsstand. Es werden keine Noten resp. kein Zwischenzeugnis ausgestellt. Ausschlaggebend für den Erfolg sind einzig die Ergebnisse der Ergänzungsprüfungen. Von einer beruflichen Tätigkeit während des Lehrganges wird abgeraten.